# Paranerita occidentalis
Paranerita occidentalis är en fjärilsart som beskrevs av Rothschild 1909. Paranerita occidentalis ingår i släktet Paranerita och familjen björnspinnare. Inga underarter finns listade i Catalogue of Life.